# Maitreya
Maitreya és, segons el budisme, el futur Buda, o més exactament bodhisattva (en la tradició mahayana) que els budistes creuen que apareixerà a la terra per assolir la completa il·luminació i ensenyar el pur i veritable dharma. El Buda Maitreya serà el successor de Siddhartha Gautama, el Buda històric.
L'aparició de Maitreya coincidiria amb la desaparició o oblit del dharma transmès i predicat per Siddhartha Gautama. Es prediu que Maitreya assolirà el Bodhi en menys d'un any. La seva aparició es caracteritzaria per una sèrie d'esdeveniments físics. Es prediu que els oceans minvaran, permetent que Maitreya els travessi lliurement. Maitreya també permetrà desvetllar el veritable dharma a la gent, permetent la creació d'un nou món. Això també significaria el final del "temps mitjà" on els humans actualment resideixen.
Alguns dels esdeveniments que seguirien a l'aparició del segon Buda inclouen el final de la mort, guerra, fam i malaltia i la protecció d'una nova societat de tolerància i amor. Mentre moltes persones es van proclamar com a Maitreya durant els anys després de la mort del primer Buda, cap no va ser oficialment reconegut pels budistes. Segons les escriptures budistes, Maitreya vindrà dos mil cinc-cents anys després del Nirvana del Siddhartha Gautama. A I-Kuan Tao, es creu que Maitreya ja ha aparegut sobre la terra. Maitreya i Miroku són el mateix per aquests practicants, cosa que obre un nou significat a certs productes arribats del Japó: el conegut anime Inuyasha és un d'ells, en el qual un monjo anomenat Miroku ajuda a salvar el món japonès feudal.
Maitreya és de vegades comparable, encara que no completament, al segon adveniment en altres religions:
- L'aparició de Kalki, la forma final de Vixnu a l'hinduisme.
- El retorn de Jesús al cristianisme.
- Saoshyant al zoroastrisme.
- El messies del judaisme.
- El mahdí en l'islam.